# Тапа (волость)
Та́па (эст. Tapa vald) — волость на севере Эстонии в уезде Ляэне-Вирумаа.  Административный центр — город Тапа.

## География
Волость расположена на западе уезда Ляэне-Вирумаа. Площадь — 479,70 км², плотность населения в 2021 году составила 22,1 человека на 1 км2.
На территории волости полностью или частично находится множество природоохранных объектов: природные парки Кырвемаа, Неэрути и Поркуни, заповедники Аавере, Алупере, Охепалу и Ласила, карстовая область Савалдума, парки, источники и пр.

## Население
По состоянию на 1 января 2021 года численность населения волости составила 10 611 человек.
Возрастное распределение жителей волости по данным 2017 года: самые многочисленные группы — 55–59 лет и 60–64 года. Дети в возрасте 0–14 лет составляли 15 % от общего числа жителей, трудоспособное население (возраст 15–64 года) — 63 % и люди старше 65 лет — 22 %. Население волости стареет, в связи с чем растёт нагрузка на систему социального обеспечения и здравоохранения. Естественный прирост населения в 2012–2018 годы был негативным. В 2012–2018 годы число смертей в волости превышало число рождений в среднем на 70 человек ежегодно.

## История
Волость Тапа создана в октябре 2017 года в результате административно-территориальной реформы путём слияния волостей Тапа и Тамсалу.

## Населённые пункты
В составе волости 1 город, 2 посёлка и 55 деревень.
- Город: Тапа.
- Посёлки: Сяэзе, Лехтсе.
- Деревни: Аавере, Алупере, Араски, Ассамалла, Вахакульму, Выдикюла, Ваянгу, Вистла, Выхмету, Выхмута, Имасту, Йоотме,    Кадапику, Каркузе, Каэва, Кергута, Койдукюла, Коплитагусе, Куйэ, Кулленга, Курси, Куру, Кырвекюла, Леммкюла, Линнапе, Локса, Локсу, Локута, Ляпи, Лясте, Метскаэву, Моэ, Найстевялья, Ныммкюла, Няо, Патика, Пийлу, Пийсупи,  Поркуни, Прууна, Пыдрангу, Рабасааре, Раудла, Рягавере, Рясна, Сайакопли, Сакси, Саувялья, Савалдума, Тыыракырве, Тюрье, Уудекюла, Янеда, Ярвайые, Ярси.

## Статистика

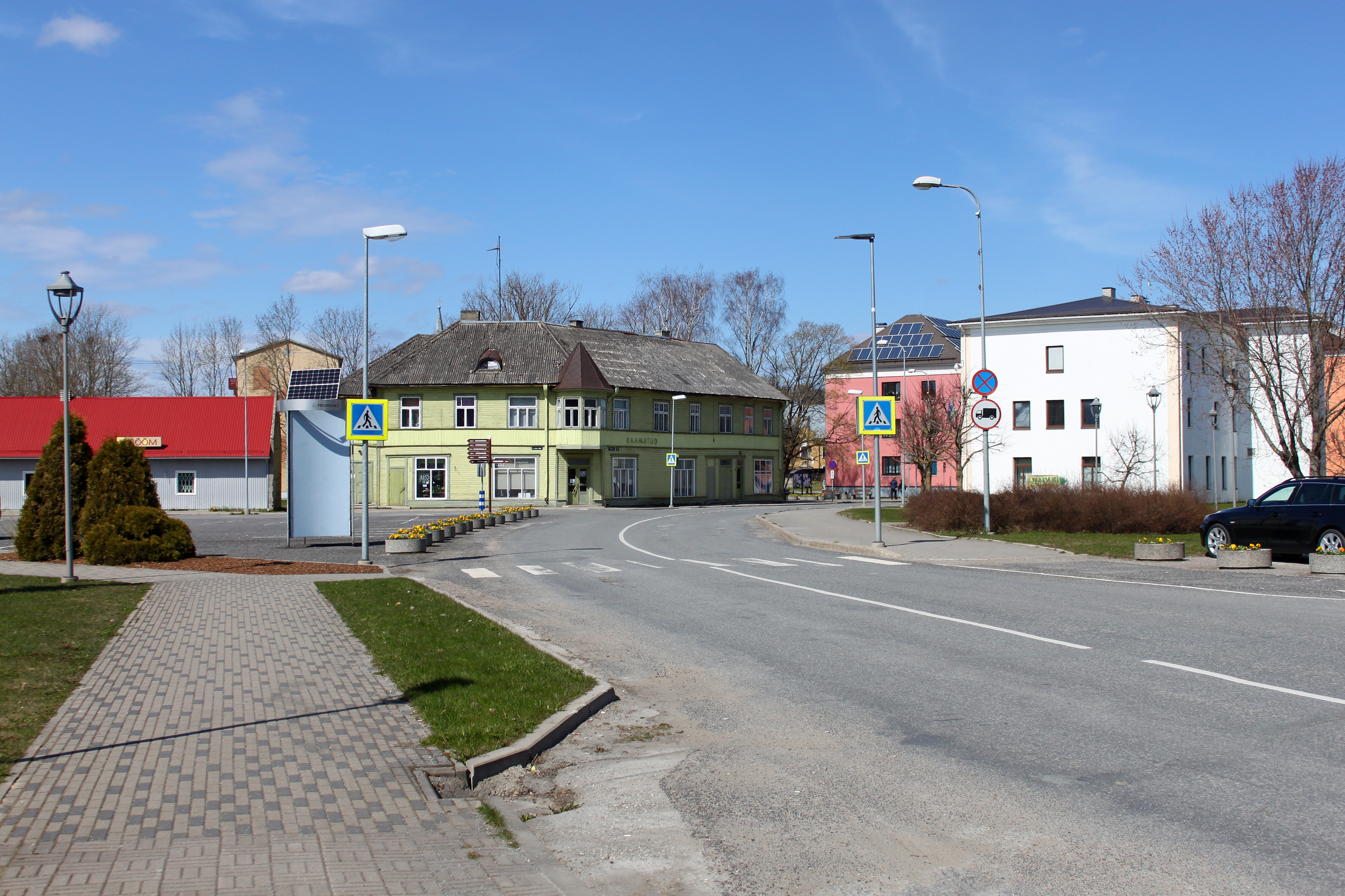
Центр города Тапа

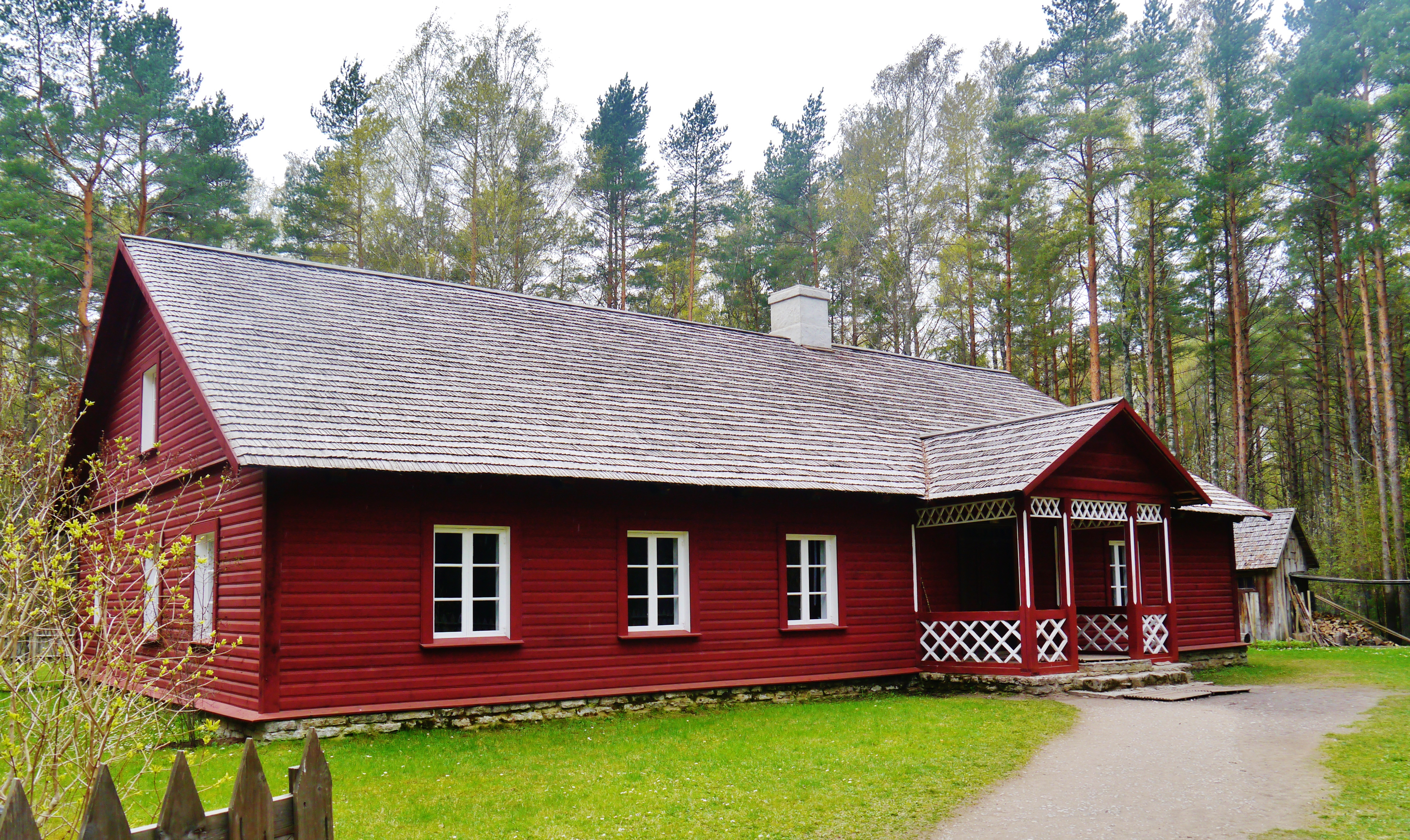
Школа из деревни Куйе в Эстонском музее под открытым небом

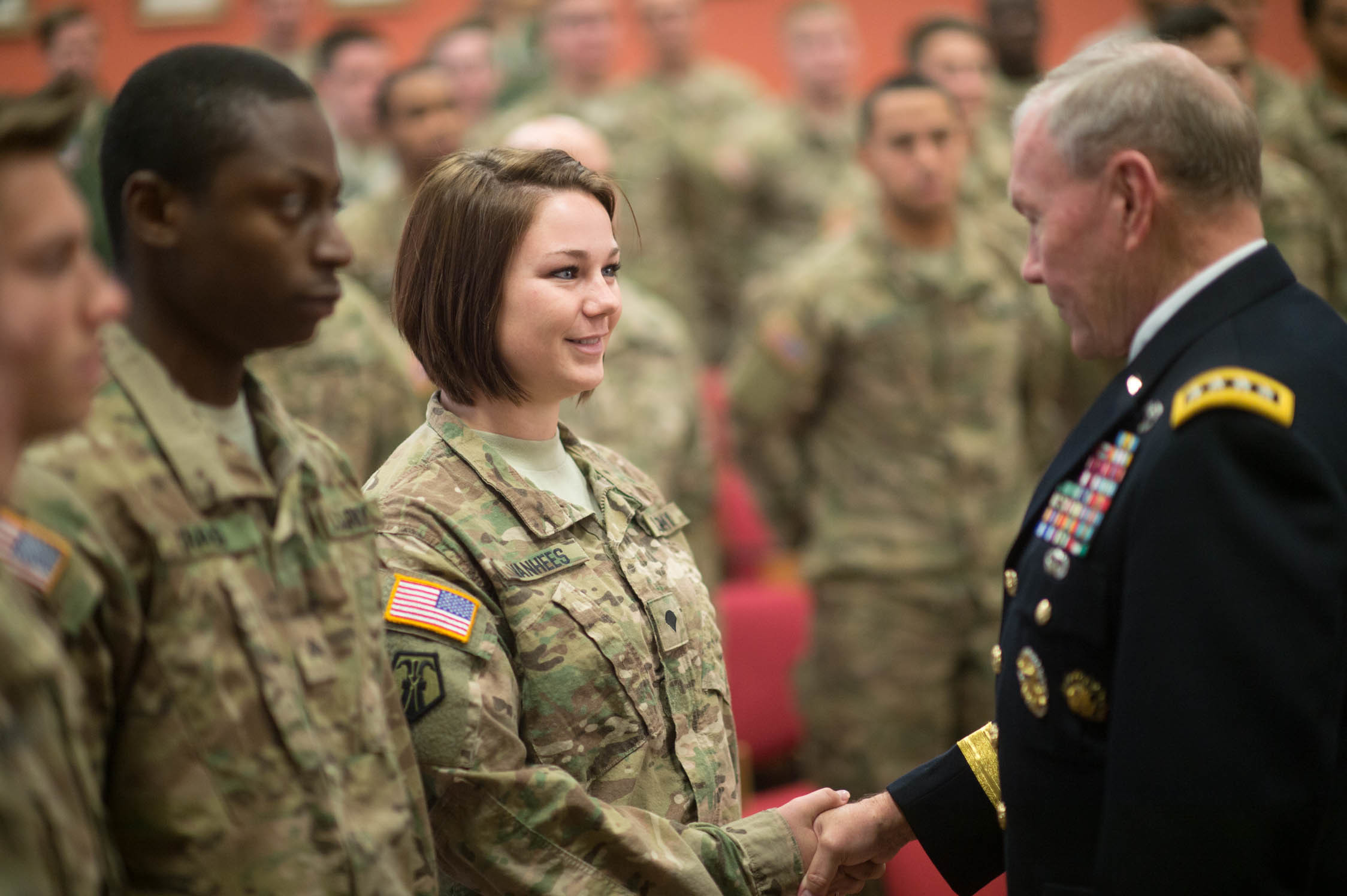
Американский генерал Мартин Э. Демпси приветствует солдат 173-й воздушно-десантной бригады США в штабе 1-й бригады Эстонии в Тапа

Данные Департамента статистики о волости Тапа:
Число жителей на 1 января каждого года:
| Год     | 2015   | 2016     | 2017     | 2018     | 2019     | 2020     | 2021     | 2022     |
| ------- | ------ | -------- | -------- | -------- | -------- | -------- | -------- | -------- |
| Человек | 11 608 | ↘ 11 398 | ↘ 11 169 | ↘ 11 049 | ↘ 10 902 | ↘ 10 761 | ↘ 10 611 | ↗ 10 902 |

Число рождений:
| Год           | 2015 | 2016 | 2017  | 2018 | 2020  |
| ------------- | ---- | ---- | ----- | ---- | ----- |
| Живорожденных | 116  | ↘ 96 | ↗ 116 | ↘ 96 | ↗ 108 |

Число смертей:
| Год     | 2015 | 2016  | 2017  | 2018  |
| ------- | ---- | ----- | ----- | ----- |
| Умерших | 179  | ↗ 191 | ↘ 176 | ↗ 184 |

Зарегистрированные безработные:
| Год     | 2015 | 2016  | 2017  | 2018  | 2019  | 2021 (август) |
| ------- | ---- | ----- | ----- | ----- | ----- | ------------- |
| Человек | 279  | ↘ 269 | ↗ 277 | ↗ 289 | ↗ 315 | ↗ 394         |

Средняя брутто-зарплата работника:
| Год  | 2015   | 2016     | 2017     | 2018       | 2020       |
| ---- | ------ | -------- | -------- | ---------- | ---------- |
| Евро | 866,61 | ↗ 922,54 | ↗ 994,93 | ↗ 1 066,44 | ↗ 1 152,00 |

Число учеников в школах:
| Год     | 2015  | 2016    | 2017    | 2018    | 2019    |
| ------- | ----- | ------- | ------- | ------- | ------- |
| Человек | 1 297 | ↘ 1 258 | ↘ 1 233 | ↘ 1 193 | ↘ 1 180 |

## Инфраструктура

### Образование
В волости работает 3 детских сада и 3 детсадовских группы при трёх школах. По состоянию на 1 мая 2017 года детские сады посещали 500 детей, что на 6 % меньше, чем в 2012 году.
Общеобразовательные учреждения волости: гимназия Тапа, гимназия Тамсалу, Тапаская основная русская школа, основная школа-детсад Лехтсе, основная школа-детсад Янеда, основная школа Ваянгу (учебная работа ведётся до 6 класса, при школе работает детсадовская группа). В городе Тапа есть Музыкально-художественная школа, в 2016/2017 учебном году в ней обучалось 172 ученика. С 1 сентября 2017 года был открыт филиал этой школы в Тамсалу.
В городе Тапа действует Воскресная школа украинской культуры имени Тараса Шевченко. Школа основана в 2011 году при недоходной организации Творческое общество «Рассвет» (эст. Loominguline Ühendus Koit). В школе изучают украинский язык и литературу, историю Украины, украинские стихотворчество, музыку и песни. В 2016/2017 учебном году в школе насчитывалось 12 учеников.

### Медицина и социальное обеспечение
Медицинскую помощь первого уровня оказывают семейные врачи, принимающие пациентов в городе Тамсалу, городе Тапа, посёлке Лехтсе и деревне Ваянгу. В городе Тапа работает поликлиника (акционерное общество Viru Haigla), где оказываются услуги различных врачей-специалистов, услуги социальной реабилитации, услуга медицинского транспорта, есть кабинет физиотерапии и пр. В городе Тамсалу работают 2 аптеки, в городе Тапа — 3 аптеки.
Муниципальные учреждения социального обеспечения: дом по уходу в посёлке Сяэзе (25 мест) и дом по уходу в городе Тапа (24 места). Общие услуги социального обеспечения также предлагает расположенный в городе Тапа дом по уходу Вируской больницы (Viru Haigla Hooldekodu), паевое товарищество «Дом по уходу Имасту» в деревне Имасту (Imastu Hooldekodu) и действующее в деревне Прууна паевое товарищество «Индсалу» (OÜ Indsalu). Услуги специального социального обеспечения для людей с особыми потребностями оказывают 3 учреждения: два в городе Тапа и одно в деревне Имасту. Прочие социальные услуги оказывают Общество защиты детей, Детский центр Мария (MTÜ Maria Lastekeskus), Тапаская ассоциация людей с ограниченными возможностями передвижения и для пожилых людей — некоммерческая организация «Сеэниор» (MTÜ Seenior).

### Досуг и спорт
В волости работают 4 библиотеки: в Тапа, Тамсалу, Ассамалла и Ваянгу. Городская библиотека Тапа имеет 3 филиала: в Моэ, Лехтсе и Янеда.
В культурной жизни волости существенную роль играют следующие муниципальные учреждения: Культурная мастерская (дом культуры) Тапа, дом культуры Лехтсе, дом культуры Тамсалу,  краеведческий музей Тапа, музыкально-художественная школа. В культурной мастерской Тапа в 2016 году был открыт диги-кинотеатр. В волости действует большое число частных и некоммерческих культурных организаций. В Поркуни и Ваянгу есть Народные дома.
Спортивные услуги предлагают: 
- спортивный центр Тапа, где есть зал для игр с мячом, борцовский зал, тренажёрный зал, беговая дорожка. К центру относится городской стадион; в нём также также есть комната здоровья с солярием и инфракрасной сауной;
- волостная спортшкола в Тапа;
- спорткомплекс в Тамсалу, в числе прочего включает полноразмерную баскетбольную площадку, теннисный корт, волейбольную площадку, зал для мини-футбола, плавательный бассейн, хоккейную площадку уменьшенного размера, тренажёрный зал, зал для аэробики, освещённые лыжные трассы длиной 4,4 километра, площадку для диск-гольфа;
- стадион гимназии Тамсалу (футбол и лёгкая атлетика),
- стадион, спортзал и игровые площадки в Янеда;
- стадион при школе в Поркуни;
- ледяной каток, построенный по частной инициативе в деревне Уудекюла;
- трассы для бега в городе Тапа и у карстовой области Эйнъярве;
- различные спортклубы (сумо, ручной мяч, бег на лыжах и др.).

Традиционными спортивными мероприятиями в волости являются кубок Кырвемаа по настольному теннису, президентский лыжный поход, Тамсалуский триатлон, лыжный марафон Тамсалу—Неэрути и др.

### Транспорт
Важнейший вид транспорта в регионе — железнодорожный. Железная дорога соединяет города Тапа и Тамсалу с Таллином и Тарту. С её помощью также можно доехать из одной части волости в другую. Через волость проходит основное шоссе Пярну—Раквере—Сымеру и шоссе Ягала—Кяравате—Йыгева—Тарту (шоссе Пийбе). Автобусное сообщение обеспечено с уездным центром Раквере, а также между Тапа и Тамсалу. Работают линии школьных автобусов.

### Жилая среда
По состоянию на начало июня 2019 года центральное водоснабжение и канализация имелись в следующих населённых пунктах волости: Тапа, Тамсалу, Ассамалла, Ваянгу, Вахакульму, Курси, Лехтсе, Моэ, Няо, Поркуни, Сайакопли, Сяэзе и Янеда.
Центральное теплоснабжение есть в городах Тапа, Тамсалу и посёлке Сяэзе. В Лехтсе, Янеда, Моэ, Сайакопли, Ваянгу, Поркуни и Ассамалла отопление многоквартирных домов и учреждений организовано посредством локальных систем. В Тапа также есть несколько крупных предприятий и учреждений, не присоединённых к центральной системе отопления, среди них железнодорожное депо и первая пехотная бригада Военных сил Эстонии. Сеть центрального отопления в Тапа и Тамсалу полностью реконструирована.
По данным Департамента полиции за 2015 год уровень преступности в волости был несколько выше среднего по Эстонии.

## Экономика
Крупнейшие работодатели волости по состоянию на 31 марта 2020 года:
| Предприятие/организация | Вид деятельности                                              | Численность работников |
| ----------------------- | ------------------------------------------------------------- | ---------------------- |
| Viru Haigla AS          | Больница                                                      | 213                    |
| Волостная управа        | Орган государственного управления                             | 118                    |
| Tapa Gümnaasium         | Гимназия                                                      | 79                     |
| Segers Eesti OÜ         | Производство спецодежды                                       | 71                     |
| Porkuni Kool            | Основная школа                                                | 68                     |
| Tamsalu EPT AS          | Производство сельскохозяйственной и лесохозяйственной техники | 52                     |
| Tapa Mill OÜ            | Сушка, пропитка и химическая обработка древесины              | 48                     |
| Leventek OÜ             | Производство пиломатериалов                                   | 34                     |

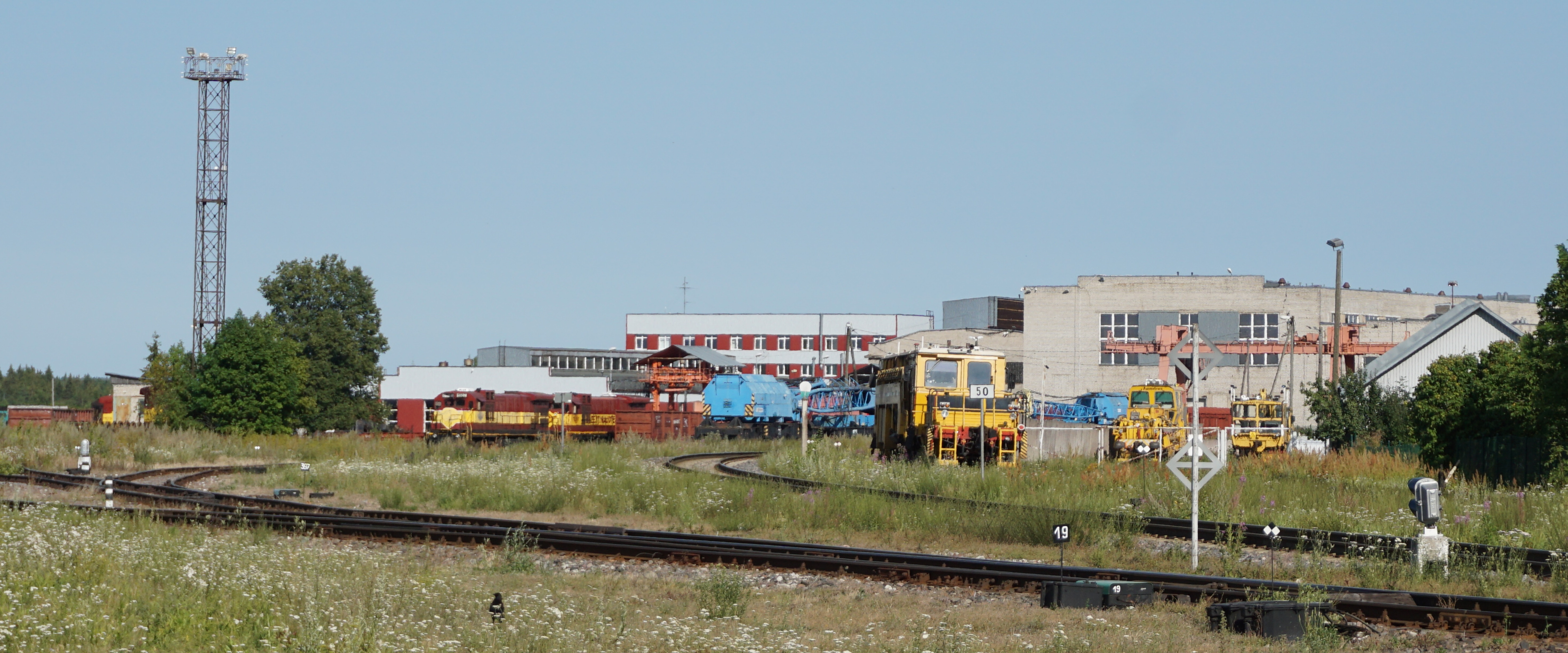
Железнодорожное депо Тапа

Крупными работодателями, зарегистрированными вне волости, являются Эстонская железная дорога (обслуживание железнодорожных перевозок) и акционерное общество Operail AS (грузовой железнодорожный транспорт), подразделения которых работают в железнодорожном депо Тапа, а также Армия обороны Эстонии.